# Tumulus du Moulin de la Motte

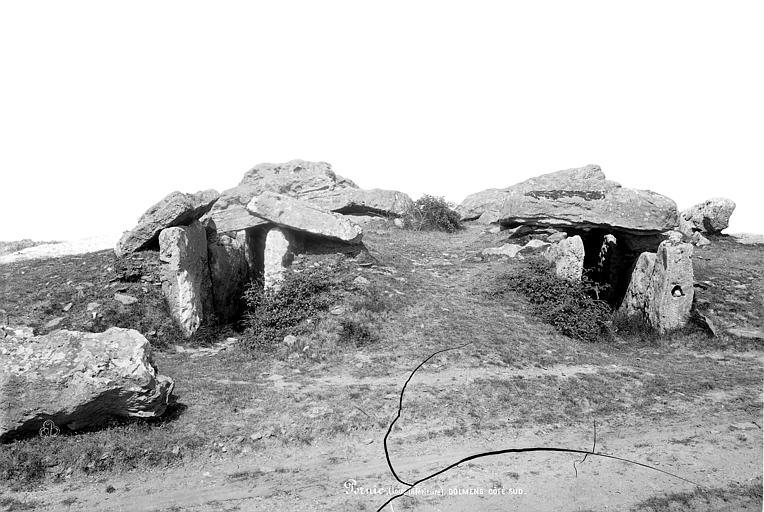
Zwei der Dolmen im Tumulus

Der Tumulus du Moulin de la Motte in Pornic im Département Loire-Atlantique in Frankreich war ursprünglich ein Hügel von 126 m Durchmesser mit 6 oder 7 Galerien. Er ist ein Teil des noch größeren Hügels „La Noëveillard“, der wahrscheinlich auch den Tumulus von Mousseaux enthielt.
Er wurde 1840 von F. Verger zum ersten Mal ausgegraben. Um 1873 grub der Baron Olivier de Wismes (1814–1887) den südwestlichen Teil aus und schließlich wurde 1892 von „Pitre de Lisle du Dréneuc“ (1846–1924) gegraben. Heute sind noch drei Dolmen sichtbar:
- Dolmen de la Croix – (deutsch Kreuzdolmen)
- Dolmen des Trois Squelettes – (deutsch Dolmen der drei Skelette)
- Dolmen Devant le Moulin – (deutsch Dolmen vor der Mühle)

Dolmen ist in Frankreich der Oberbegriff für Megalithanlagen aller Art (siehe: Französische Nomenklatur). Die ausgegangenen, oder kaum untersuchten Anlagen heißen: Caveau Près le chêne, Caveau Près le puits und Caveau non fouillé. Eine siebte Anlage wird nur von Wismes unter „Restes de Monuments“ erwähnt.

## Dolmen de la Croix
Der Dolmen de la Croix ist ein Dolmen mit Seitenkammern, von dem nur der Gang und zwei Seitenkammern erhalten sind. Der Rest wurde im 19. Jahrhundert zerstört. Erhalten ist auch eine zerstörte Deckenplatte der Endkammer. Der nach Westen gerichtete Gang ist etwa  4,3 Meter lang und 1,1 Meter breit. Er besteht aus drei unterschiedlichen Orthostatenpaaren. Die vorderen beiden bilden die Öffnung und sind aus weißem Quarz. Die nächsten beiden sind aus Eisenstein (franz. grès ferrugineux) und die letzten beiden aus gräulichem Sandstein. Hinter dem Gangbereich erweitert sich der Dolmen nach rechts und links in zwei rechteckige Seitenkammern.
Eine Säule in der linken Seitenkammer hat mehrere Felsritzungen: Äxte, einen Doppelwinkel und unbestimmte Zeichen. Dies sind die einzigen Felsritzungen in einem Dolmen mit Seitenkammern.
Zu den von Wismes gemachten Funden gehören ein schwarzes und zwei sehr helle Messer aus Feuerstein sowie eine Anzahl von Werkzeugen in verschiedenen Feuersteinarten, eine eiförmige Platte aus Eisenstein mit einem Loch zum Aufhängen und viele Tonscherben.

## Dolmen des Trois Squelettes
Pitre de Lisle du Dréneuc zog bei der Kammerform des über 4,0 m langen Dolmens den Vergleich mit einer Flasche. Die zum Südosten offene Kammer wird von zwei Quarzblöcken und einem dritten Sturz gebildet. Vier Platten bilden den etwa 2,2 m langen 1,15 m breiten Gang, der zur nahezu rechteckigen Kammer führt.
Der Ausgräber fand die Skelette eines großen Mannes, eines kleinen Mannes oder einer Frau und eines Kindes von vier bis sechs Jahren. Die drei Skelette waren am Boden der Kammer, senkrecht zur Mittelachse nebeneinander angeordnet. In der Nähe der Schädel waren Behältnisse arrangiert.

## Dolmen Devant le Moulin
Der Dolmen vor der Mühle ist nach Wismes und Pitre de Lisle du Dréneucs Berichten in Form und Größe ähnlich dem Dolmen des Trois Squelettes. Die Decke liegt auf großen Steinen. Die Innenraumhöhe beträgt 1,3 m.
Wismes entdeckte dort eine große gezackte Vase, die mit einer Doppelreihe von kleinen ovalen Löchern dekoriert war.

## Caveau Près le chêne
Pitre de Lisle du Dréneuc beschreibt den nordöstlich orientierten Dolmen als eine eiförmige Kammer aus schlanken Tragsteinen mit einem 1,1 m langen Gang. Wismes beschrieb seine niedrige Form, die eine Suche schwierig machte. Er fand eiförmige Keramik, eine kleine Tasse, eine Axt aus grünlichem Diorit und das Fragment eines hellen Feuersteinmessers.